# Saint-Ouen-du-Tilleul
Saint-Ouen-du-Tilleul è un comune francese di 1 591 abitanti situato nel dipartimento dell'Eure nella regione della Normandia.

## Società

### Evoluzione demografica
Abitanti censiti